# Hyrrokkin

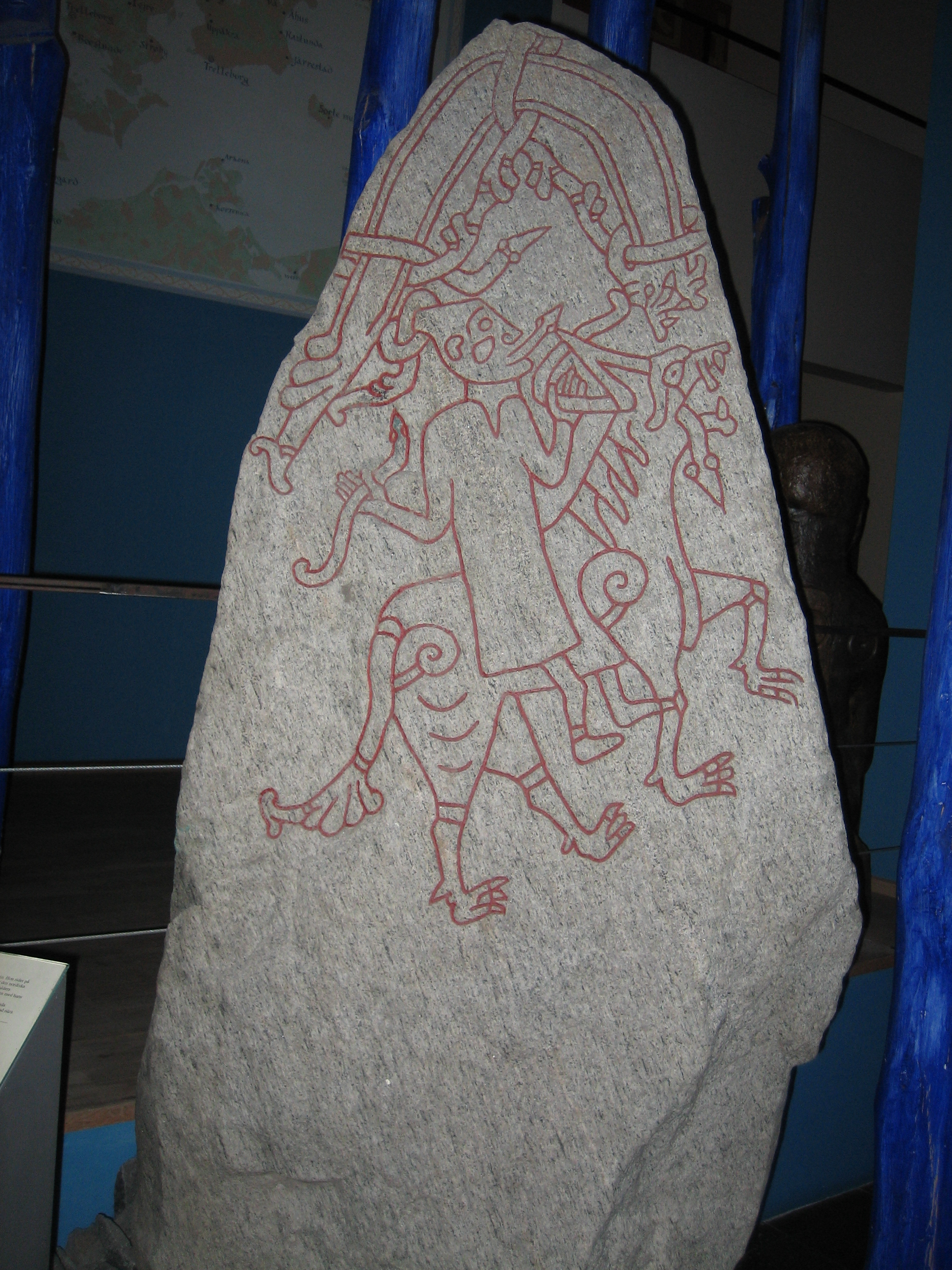
Hyrrokkin

Hyrrokkin è una gigantessa della mitologia norrena. Appare in nell'iscrizione runica "DR 284" nello "Hunnestadsmonumentet", vicino a Marvisholm, in Svezia. 
Secondo la leggenda, dopo la morte di Baldr, Nanna si lanciò sulla pira per seguire il marito nell'Hel, l'oltretomba. Nessuno sembrava essere in grado di lanciare in mare Hringhorni, la nave funeraria del dio defunto. Arrivò così Hyrrokkin da Jǫtunheimr cavalcando un lupo (o uno warg), usando una vipera come briglia, e alla fine lanciò lei la nave funeraria.
Questa storia è riportata nel Gylfaginning, la prima parte dell'Edda in prosa di Snorri Sturluson nel modo seguente:
(Snorri Sturluson - Edda in prosa - Gylfaginning XLIX)
Questa gigantessa viene anche menzionata in una lista di troll da uno scaldo anonimo:
Hengikepta,

Gneip ok Gnepja,

Geysa, Hála,

Hörn ok Hrúga,

Harðgreip, Forað,

Hryðja, Hveðra

ok Hölgabrúðr.»
(Trǫllkvenna heiti)